# Застава Уједињеног Краљевства
Застава Уједињеног Краљевства, често звана и Union Jack, комбинација је застава трију конститутивних делова земље године 1801. када је службено проглашена: енглеског крста светог Ђорђа, шкотског крста светог Андрије и ирског крста Светог Патрика (којег су сами Ирци ретко користили).
Прва је верзија ове заставе, без заставе Светог Патрика, настала краљевском уредбом 1606. након што је 1603. шкотски краљ Џејмс VI постао и краљ Енглеске (као Џејмс I) и тако ујединио два краљевства у персоналну унију. Употреба ове заставе била је првобитно ограничена на бродове, а на копну је коришћена застава појединог краљевства. Године 1707. Законима о унији којим је створено Краљевство Велике Британије прописана је и употреба заставе на копну.
Године 1801. ступили су на снагу нови Акт о унији из 1800. којим су уједињена Краљевства Велике Британије и Ирске у Уједињено Краљевство. Већ постојећој застави додан је крст Светог Патрика тако да су дотада бели дијагонални кракови раздијељени у белу и црвену половину са белим рубом који их је, према хералдичким правилима, раздвајао од плаве.
Службено, Union Jack је првенствено краљевска застава, а њена употреба као народне заставе традиционалног је карактера. Употреба заставе на мору строго је прописана; цивилни бродови не смеју је користити и морају уместо ње вијорити црвену заставу са Union Jack у горњем левом углу.

## Појављивање у другим заставама
Застава Уједињеног Краљевства појављује се у горњем левом углу готово свих застава британских прекоморских територија, као и у заставама неких бивших британских колонија: Аустралије, Новог Зеланда, Тувалуа и Фиџија, као и америчке савезне државе Хаваји која никад није била под британском управом. Велика већина застава изведених од британске су засноване на Плавом стегу, који је иначе војна морнаричка застава; изузетак је бивша државна застава Канаде која је била заснована на цивилном Црвеном стегу.